# Cambarus truncatus
Cambarus truncatus е вид ракообразно от семейство Cambaridae. Видът е почти застрашен от изчезване.

## Разпространение и местообитание
Разпространен е в САЩ (Джорджия).
Обитава пясъчните дъна на сладководни басейни.